# Gran fondo Val Casies
La Gran Fondo Val Casies (in tedesco Gsieser-Tal-Lauf) è una gara sciistica di gran fondo che si svolge dal 1984 nel terzo fine settimana di febbraio di ogni anno nella Valle di Casies, in Alto Adige.
La Gran Fondo Val Casies è la granfondo internazionale invernale più frequentata e importante dell'Alto Adige e la seconda in Italia, e fa parte dei qualificati circuiti Euroloppet e Gran Fondo Master Tour.
La gara, che percorre l'intera valle da Santa Maddalena a Tesido, ha il suo punto di partenza e arrivo presso San Martino di Casies; prevede un doppio percorso di 42 e 30 km, da percorrere rispettivamente in tecnica classica e in tecnica libera.

## Albo d'oro

### Gara di tecnica libera 42km
Dal 1984 al 1992 la gara si è svolta sulle distanze di 40 km e 25 km, dal 1994 al 2008 sulle distanze di 42 km e 28 km. Vi furono anche delle eccezioni, come nel 1989 e nel 1993, quando si corse solo una 30 km, e nel 2002, quando si tornò per un anno alla formula 40 km e 20 km.
Dalla 27ª edizione, nel 2010, è previsto il doppio percorso di 30 km e 42 km da percorrere sia in tecnica libera che classica.
Qui vengono elencati i vincitori sulle distanze più lunghe.
| Ed.  | Anno | Gara maschile                     | Gara femminile                   |
| ---- | ---- | --------------------------------- | -------------------------------- |
| 1    | 1984 | Albert Walder Italia              | Johanna Rehmann Italia           |
| 2    | 1985 | Friedrich Nöckler Italia          | Loretta De Monte Italia          |
| 3    | 1986 | Alessandro Bisignano Italia       | Carmen Griessmair Italia         |
| 4    | 1987 | Luciano Fontana Italia            | Maria Canins Italia              |
| 5    | 1988 | Alfred Runggaldier Italia         | Maria Canins Italia              |
| 6    | 1989 | Patrizio Deola Italia             | Maria Canins Italia              |
| 7    | 1990 | Luciano Fontana Italia            | Giovanna Vego Socco Italia       |
| 8    | 1991 | Patrizio Deola Italia             | Maria Canins Italia              |
| 9    | 1992 | Paolo Riva Italia                 | Maria Canins Italia              |
| 10   | 1993 | Alfred Runggaldier Italia         | Nathalie Santer Italia           |
| 11   | 1994 | Alfred Runggaldier Italia         | Maria Canins Italia              |
| 12   | 1995 | Taufik Khamitov Kazakistan        | Maria Canins Italia              |
| 13   | 1996 | Silvio Fauner Italia              | Maria Canins Italia              |
| 14   | 1997 | Roberto De Zolt Italia            | Eugenia Bitchougova Russia       |
| 15   | 1998 | Michail Botvinov Austria          | Eugenia Bitchougova Russia       |
| 16   | 1999 | Chistian Zorzi Italia             | Guidina Dal Sasso Italia         |
| 17   | 2000 | Silvio Fauner Italia              | Maria Canins Italia              |
| 18   | 2001 | Ole Einar Bjørndalen Norvegia     | Antonella Confortola Italia      |
| 19   | 2002 | Alois Blassnig Austria            | Eugenia Bitchougova Russia       |
| 20   | 2003 | Juan Jesús Gutiérrez Spagna       | Eugenia Bitchougova Russia       |
| 21   | 2004 | Marco Cattaneo Italia             | Lara Peyrot Italia               |
| 22   | 2005 | Maurizio Pozzi Italia             | Lara Peyrot Italia               |
| 23   | 2006 | Florian Kostner Italia            | Anna Santer Italia               |
| 24   | 2007 | Maurizio Pozzi Italia             | Stefanie Meyr Germania           |
| 25   | 2008 | Tom Reichelt Germania             | Veronica De Martin Pinter Italia |
| 26   | 2009 | Tom Reichelt Germania             | Daniela Iellici Italia           |
| 27   | 2010 | Alerxandre Rousselet Francia      | Clara Bettega Italia             |
| 28   | 2011 | Thomas Moriggl Italia             | Antonella Confortola Italia      |
| 29   | 2012 | Roland Clara Italia               | Antonella Confortola Italia      |
| 30   | 2013 | Roland Clara Italia               | Antonella Confortola Italia      |
| 31   | 2014 | Fabrizio Clementi Italia          | Stephanie Santer Italia          |
| 32   | 2015 | Giorgio Di Centa Italia           | Natalia Zernova Russia           |
| 33   | 2016 | Mirco Bertolina Italia            | Valentyna Ševčenko Ucraina       |
| 34   | 2017 | Anders Nostdahl Gloersen Norvegia | Natalia Zernova Russia           |
| 35   | 2018 | Stefano Gardener Italia           | Antonella Confortola Italia      |
| 36   | 2019 | Aleksej Červotkin Russia          | Riitta-Liisa Roponen Finlandia   |
| 37   | 2020 | Mirco Bertolina Italia            | Sara Pellegrini Italia           |
| 2021 | 2021 | cancellato (Covid-19)             | cancellato (Covid-19)            |
| 38   | 2022 | Lorenzo Romano Italia             | Ilenia Defrancesco Italia        |
| 39   | 2023 | Lorenzo Romano Italia             | Sigrid Mutscheller Germania      |
| 40   | 2024 | Giandomenico Salvadori Italia     | Federica Sanfilippo Italia       |
| 41   | 2025 | Mikael Abram Italia               | Cristina Pittin Italia           |

### Gara di tecnica libera 30km
Dal 2008 si disputa anche la 30 km in tecnica libera.
| Ed.  | Anno | Gara maschile                | Gara femminile             |
| ---- | ---- | ---------------------------- | -------------------------- |
| 1    | 2008 | Christian Cusini Italia      | Karin Moroder Italia       |
| 2    | 2009 | Dietmar Nöckler Italia       | Magda Genuin Italia        |
| 3    | 2010 | Candide Pralong Svizzera     | Picon Anouk Faivre Francia |
| 4    | 2011 | Bruno Debertolis Italia      | Eugenia Bitchougova Italia |
| 5    | 2012 | Enrico Nizzi Italia          | Veronika Vítková Rep. Ceca |
| 6    | 2013 | Simone Paredi Italia         | Barbara Felderer Italia    |
| 7    | 2014 | Simone Paredi Italia         | Melissa Gorra Italia       |
| 8    | 2015 | Eric Thomas Germania         | Barbara Jezersek Slovenia  |
| 9    | 2016 | Jiri Rocarek Rep. Ceca       | Debora Roncari Italia      |
| 10   | 2017 | Enrico Nizzi Italia          | Elisa Brocard Italia       |
| 11   | 2018 | Matteo Tanel Italia          | Debora Roncari Italia      |
| 12   | 2019 | Clemens Blaßnig Austria      | Barbara Jezersek Australia |
| 13   | 2020 | Florian Cappello Italia      | Martina Di Centa Italia    |
| 2021 | 2021 | cancellato (Covid-19)        | cancellato (Covid-19)      |
| 14   | 2022 | Matteo Tanel Italia          | Martina Bellini Italia     |
| 15   | 2023 | Patrick Klettenhammer Italia | Federica Sanfilippo Italia |
| 16   | 2024 | Giacomo Gabrielli Italia     | Julia Kuen Italia          |
| 17   | 2025 | Matteo Tanel Italia          | Ilona Plechacova Rep. Ceca |

### Gara di tecnica classica 42km
Dal 2010 si disputa anche la 42 km in tecnica classica.
| Ed.  | Anno | Gara maschile            | Gara femminile              |
| ---- | ---- | ------------------------ | --------------------------- |
| 1    | 2010 | Bruno Debertolis Italia  | Eugenia Bitchougova Italia  |
| 2    | 2011 | Bruno Debertolis Italia  | Ingrid Damgaard Norvegia    |
| 3    | 2012 | Sergio Bonaldi Italia    | Renate Forstner Germania    |
| 4    | 2013 | Bruno Debertolis Italia  | Eugenia Bichugova Russia    |
| 5    | 2014 | Franz Göring Germania    | Adela Boudikova Rep. Ceca   |
| 6    | 2015 | Petr Novak Rep. Ceca     | Renate Frostner Germania    |
| 7    | 2016 | Dietmar Nöckler Italia   | Katerina Smutna Austria     |
| 8    | 2017 | Mauro Brigadoi Italia    | Jessica Müller Germania     |
| 9    | 2018 | Evgenj Dementiev Russia  | Franziska Müller Germania   |
| 10   | 2019 | Oskar Kardin Svezia      | Justyna Kowalczyk Polonia   |
| 11   | 2020 | Mauro Brigadoi Italia    | Klara Moravcova Rep. Ceca   |
| 2021 | 2021 | cancellato (Covid-19)    | cancellato (Covid-19)       |
| 12   | 2022 | Dietmar Nöckler Italia   | Malin Börjesjö Svezia       |
| 13   | 2023 | Lorenzo Busin Italia     | Malin Börjesjö Svezia       |
| 14   | 2024 | Lorenzo Busin Italia     | Heli Heiskanen Finlandia    |
| 15   | 2025 | Francesco Ferrari Italia | Michaela Patscheider Italia |

### Gara di tecnica classica 30km
Dal 2007, il giorno prima delle competizioni in tecnica libera, si disputa la 30 km in tecnica classica.
| Ed.  | Anno | Gara maschile               | Gara femminile              |
| ---- | ---- | --------------------------- | --------------------------- |
| 1    | 2007 | Anders Aukland Norvegia     | Alessandra Rigamonti Italia |
| 2    | 2008 | Marco Cattaneo Italia       | Eugenia Bitchougova Russia  |
| 3    | 2009 | Thomas Steurer Austria      | Eugenia Bitchougova Russia  |
| 4    | 2010 | Ivan Debertolis Italia      | Barbara Antonelli Italia    |
| 5    | 2010 | Thomas Steurer Austria      | Eugenia Bitchougova Russia  |
| 6    | 2011 | Peter Milz Germania         | Valentina Vuerich Italia    |
| 7    | 2012 | Thomas Moriggl Italia       | Barbara Felderer Italia     |
| 8    | 2013 | Jens Filbrich Germania      | Jessica Müller Germania     |
| 9    | 2014 | Andy Gerstenberger Germania | Alexandra Svoboda Germania  |
| 10   | 2015 | Eric Thomas Germania        | Barbara Felderer Italia     |
| 11   | 2016 | Miroslav Rypl Rep. Ceca     | Jessica Müller Germania     |
| 12   | 2017 | Christian Völz Germania     | Franziska Müller Germania   |
| 13   | 2018 | Riccardo Mich Italia        | Federica Simeoni Italia     |
| 14   | 2019 | Lorenzo Busin Italia        | Chiara Caminada Italia      |
| 15   | 2020 | Florian Cappello Italia     | Franziska Müller Germania   |
| 2021 | 2021 | cancellato (Covid-19)       | cancellato (Covid-19)       |
| 16   | 2022 | Stefano Dellagiacoma Italia | Michaela Patscheider Italia |
| 17   | 2023 | Tommaso Dellagiacoma Italia | Michaela Patscheider Italia |
| 18   | 2024 | Tommaso Dellagiacoma Italia | Michaela Patscheider Italia |
| 19   | 2025 | Tommaso Dellagiacoma Italia | Anna Schmidhofer Austria    |